# 比卡魯胺
比卡魯胺（英語：Bicalutamide）以Casodex（可蘇多錠）等品牌於市面銷售，是種抗雄激素藥物，主要用於治療攝護腺癌。它通常與促性腺激素釋放激素調節劑 (GnRH) 類似物或睪丸切除術（去勢）同時使用，以治療轉移性攝護腺癌 (mPC)。在較不嚴重的案例，可用它作單一療法，以高劑量治療局部晚期攝護腺癌（LAPC），而無需進行去勢。比卡魯胺曾被用作治療局限性攝護腺癌 (LPC) 的單一療法，但因臨床試驗結果不佳，核准遭到撤銷。比卡魯胺除用於治療攝護腺癌之外，也被有限地用於治療女性先天性遺傳多毛症和雄激素性脫髮，並用於處理男性陰莖異常勃起。此藥物係透過口服方式給藥。
使用後對男性的常見副作用有男性乳腺發育、乳房疼痛和潮熱。對男性的其他副作用有女性化和性功能障礙。如進行過去勢手術，有些副作用（例如乳腺發育和女性化）會大幅減少。雖然該藥物對女性產生的副作用似乎很少，但目前美國食品藥物管理局 (FDA) 尚未明確批准提供女性使用。個體於懷孕期間使用此藥物可能會傷害胎兒。在罹患早期攝護腺癌的男性中，使用比卡魯胺單一療法會增加攝護腺癌以外原因導致死亡的可能性。比卡魯胺會導致約1%的使用者出現異常肝臟變化（轉氨酶升高）而須停止用藥。罕見的情況有與嚴重肝損傷、嚴重肺毒性、和對光敏感的案例有關聯。雖然肝臟發生不良變化的風險很小，仍建議在治療期間進行肝功能檢測。
比卡魯胺是種非類固醇抗雄激素 (NSAA) 類藥物。它透過選擇性阻斷雄激素受體 (AR) 而發揮作用。人體對比卡魯胺的吸收度良好，飲食期間服用並不受影響。藥物的生物半衰期約為一週。它在動物體內是種週邊選擇性藥物，但對人類而言，則會穿過血腦屏障並對身體和大腦產生影響。
比卡魯胺於1982年取得專利，於1995年獲准用於醫療用途，並已被列入世界衛生組織基本藥物標準清單中。市面已有通用名藥物販售。該藥物在80多個國家（包括大多數已開發國家）流通。

## 醫療用途
比卡魯胺主要用於以下適應症：
- 男性轉移性攝護腺癌 (mPC) ，同時攝取促性腺激素釋放激素調節劑 (GnRH) 類似物或是與去勢手術聯合使用，每日攝取50毫克。[22][4][34]
- 男性局部晚期攝護腺癌 (LAPC) 單一療法，每日攝取150毫克（美國並未批准此種用途）[4][2][13][35]

日本核准的治療攝護腺癌，藥物使用劑量為每日80毫克，既可與去勢手術結合使用，也可作單一療法使用。
比卡魯胺的仿單標示外使用適應症有：
- 減少男性接受GnRH激動劑治療開始時睪酮激增的影響。[38][39]
- 雄激素依賴性（英语：androgen-dependent condition）皮膚和毛髮疾病，如女性痤瘡、皮脂分泌旺盛、先天性遺傳多毛症和雄激素性脫髮，以及女性多囊卵巢綜合症 (PCOS) 導致的高睪酮水平，通常會與避孕藥聯合使用，比卡魯胺的用量為每日25至50毫克。[14][40][41][42][43][44][45]
- 為跨性別女性進行女性化激素療法，通常與雌激素合併使用，劑量為每日50毫克。[46][47][48][49][50][51][52]
- 男孩週邊性早熟（特別是家族性男性限定性性早熟（英语：precocious puberty）（睪丸毒性），每日服用12.5至100毫克，與芳香化酶抑制劑（英语：Aromatase inhibitor）（如阿那曲唑）聯合使用。[22][53][54][55][56][57][58]
- 男性陰莖異常勃起，每週攝取50毫克至每隔一天攝取50毫克。[59][60][61][62][3][8][16]

此藥物已被建議用於以下適應症，但效果尚不確定：
- 性慾亢進和性偏離，特別是與化學閹割結合使用。[63][64][65][66][67][68]

### 配方形式
比卡魯胺在全球80多個國家（大多數為已開發國家）經核准用於治療攝護腺癌。有50毫克、80毫克（在日本）和150毫克口服片劑形式。該藥物在至少55個國家註冊為每日150毫克的單一療法，以治療男性局部晚期攝護腺癌，但在美國是一明顯例外，該藥物僅註冊為每日50毫克的劑量，結合去勢使用。

## 禁忌症
比卡魯胺在美國屬於妊娠X類，即"妊娠禁忌"，在"澳大利亞"屬於妊娠D類，即第二大限制級別。因此懷孕期間的女性禁用比卡魯胺，強烈建議性活躍且能夠或可能懷孕的女性僅在採取適當避孕措施的情況下才能服用比卡魯胺。目前尚不清楚比卡魯胺是否會進入母乳中，但同樣不建議在個體進行母乳哺育時使用比卡魯胺。
對患有嚴重肝病的個體，有證據顯示人體消除比卡魯胺的速度會減慢，由於體內比卡魯胺的水平可能會因此增加，患者需要謹慎。比卡魯胺的生物半衰期在腎功能損害患者體中並無變化。

## 副作用
比卡魯胺的副作用很大程度上取決於性別。在男性中，由於雄激素缺乏症，有不同嚴重程度的副作用會出現，最常見的是乳房疼痛/壓痛和乳腺發育。 在接受比卡魯胺單一藥物治療的男性中，高達80%的男性會出現乳腺發育，超過90%的乳腺發育的嚴重程度為輕度至中度。其他與雄性素缺乏類似的副作用有潮熱、性功能障礙（例如性衝動喪失、勃起功能障礙）、憂鬱、疲勞、虛弱和貧血。
比卡魯胺與肝功能檢查異常結果（例如肝臟酵素水平升高）有關聯。建議在治療期間監測肝功能，特別是在最初的幾個月。在患有早期攝護腺癌的男性中，發現使用比卡魯胺單一療法會增加非攝護腺癌原因的死亡率。這些死亡率增加的原因尚不清楚，可能的因素包括雄激素缺乏或比卡魯胺藥物相關毒性。
截至2022年，已有10例與比卡魯胺相關的肝毒性病例報告提出。
由於比卡魯胺是一種抗雄激素，理論上存在導致男性胎兒先天性障礙的風險，例如生殖器不明確。由於這種可能的致畸能力，具有生育能力和性活躍的女性於服用比卡魯胺時，應採取避孕措施。

## 過量
尚未確定人類單次攝取比卡魯胺會導致過量症狀，或被認為會危及生命。在臨床試驗中，高達每日600毫克的劑量仍受到良好耐受。

## 與其他藥物交互作用
比卡魯胺幾乎完全由肝臟的CYP3A4代謝。因此CYP3A4的抑制劑和誘導劑可能會改變藥物在體內的水平。雖然比卡魯胺是由CYP3A4代謝，但沒證據顯示使用劑量為每日150毫克或更少，而同時使用其他引發或抑制CYP3A4的藥物後會發生臨床上顯著的藥物交互作用。
由於比卡魯胺以相對較高的濃度在人體中循環，且具有高度蛋白質結合力，因此有可能取代血漿中華法林、苯妥英、茶鹼和阿斯匹靈等其他具高度蛋白質結合力的藥物。

## 藥理學

### 藥物動力學
此藥物在人體中的絕對生物利用度尚未被完全了解，但已知比卡魯胺具有廣泛且吸收良好的特性。其吸收不受患者進行飲食的影響。
比卡魯胺的藥物動力學不受同時進食、年齡或體重、腎功能損害或輕至中度肝功能損害的影響。然而服用此藥物的日本人，其體內藥物的穩態水準會高於白人的。

## 化學性质

### 類似物
第一代非類固醇抗雄激素藥物包括比卡魯胺、氟他胺和尼魯米特，都是合成的非類固醇苯胺（抗雄激素）衍生物，並且彼此具有類似結構。

### 合成
已有許多文獻提出比卡魯胺的化學合成法。首次發表的比卡魯胺的合成過程如下圖所示。
| Bicalutamide synthesis 起始原料為4-氰基-3-(三氟甲基)苯胺4-cyano-3-(trifluoromethyl)aniline（另稱4-氨基-2-(三氟甲基)苯腈（4-amino-2-(trifluoromethyl)benzonitrile）），DMA為二甲基乙酰胺簡稱，mCPBA為間氯過氧苯甲酸簡稱。 |

## 歷史
比卡魯胺以及目前上市的所有非類固醇抗雄激素藥物均源自氟他胺的結構修飾，氟他胺本身最初於1967年由先靈葆雅公司合成，作抑菌劑用途，而後偶然發現其具有抗雄激素活性。比卡魯胺由在帝國化學工業 (ICI) 工作的Tucker及其同事於20世紀80年代從超過2,000種合成化合物篩選後開發而成。此化合物於1982年首次獲得專利，並於1987年6月首次在科學文獻中提出報告。
比卡魯胺为通用名稱，在各種國際性及國家性藥典/名稱登記中均被使用。

## 社會與文化

### 品牌名稱
有Casodex、Cosudex、Calutide、Calumid和Kalumi等。

### 通用名藥物
比卡魯胺已不受專利保護，市面有眾多通用名藥物流通，而且價格較為便宜。

### 銷售
比卡魯胺（如Casodex）的全球銷售額於2007年達到13億美元的峰值，在2007年失去專利保護之前，它是種"每年銷售達十億美元"的藥物之一。比卡魯胺仍然是轉移性攝護腺癌經去勢手術後最常用的處方藥。
於2007年到2009的兩年間，在美國開立的NSAA處方箋中，比卡魯胺約佔87.2%，氟他胺佔10.5%，尼魯米特佔2.3%。

## 研究
目前有將比卡魯胺與5α-還原酶抑制劑非那雄胺和度他雄胺聯合，以治療攝護腺癌的研究。它也與雷洛昔芬（一種選擇性雌激素受體調節物（SERM））聯合用於治療攝護腺癌。
有使用抗雄激素藥物治療男性COVID-19的提議，截至2020年5月，使用高劑量比卡魯胺的療法正處於II期臨床試驗中。

## 延伸閱讀
- . . National Institute of Diabetes and Digestive and Kidney Diseases. 2017  [2024-05-09]. PMID 31643303. NBK547970. （原始内容存档于2016-11-23） –NCBI Bookshelf.
- Blackledge GR. . European Urology. 1996, 29 (Suppl 2): 96–104. PMID 8717470. doi:10.1159/000473847.
- Cockshott ID. . Clinical Pharmacokinetics. 2004, 43 (13): 855–78. PMID 15509184. S2CID 29912565. doi:10.2165/00003088-200443130-00003.
- Fradet Y. . Expert Review of Anticancer Therapy. February 2004, 4 (1): 37–48. PMID 14748655. S2CID 34153031. doi:10.1586/14737140.4.1.37.
- Furr BJ. . Annals of the New York Academy of Sciences. June 1995, 761 (1): 79–96. Bibcode:1995NYASA.761...79F. PMID 7625752. S2CID 37242269. doi:10.1111/j.1749-6632.1995.tb31371.x.
- Furr BJ, Tucker H. . Urology. January 1996, 47 (1A Suppl): 13–25; discussion 29–32. PMID 8560673. doi:10.1016/S0090-4295(96)80003-3.
- Kolvenbag GJ, Blackledge GR. . Urology. January 1996, 47 (1A Suppl): 70–9; discussion 80–4. PMID 8560681. doi:10.1016/s0090-4295(96)80012-4.
- Schellhammer PF, Davis JW. . Clinical Prostate Cancer. March 2004, 2 (4): 213–9. PMID 15072604. doi:10.3816/CGC.2004.n.002.
- Tucker H, Crook JW, Chesterson GJ. . J. Med. Chem. 1988, 31 (5): 954–9. PMID 3361581. doi:10.1021/jm00400a011.
- Wellington K, Keam SJ. . Drugs. 2006, 66 (6): 837–50. PMID 16706554. S2CID 46966712. doi:10.2165/00003495-200666060-00007.

Template:Bicalutamide